# Мясковка
Мясковка (укр. М'ясківка) — село на Украине, находится в Чудновском районе Житомирской области.
Код КОАТУУ — 1825880403. Население по переписи 2001 года составляет 14 человек. Почтовый индекс — 13235. Телефонный код — 4139. Занимает площадь 2,04 км².

## Адрес местного совета
13225, Житомирская область, Чудновский р-н, с. Бабушки, ул. Ленина, 30